# Eckhardt Rüter
Eckhardt Heinrich Rüter (* 24. Oktober 1963 in Nienburg/Weser) ist ein ehemaliger deutscher Leichtathlet, der vor allem im 1500-Meter-Lauf erfolgreich war.

## Sportliche Karriere
Eckhardt Rüter startete als Jugendlicher für die LG Nienburg und war 1983 und 1984 beim VfV Hildesheim. Ab 1985 trat Rüter für den VfL Wolfsburg an. Bei den Deutschen Meisterschaften 1988 belegte er den zweiten Platz hinter Dieter Baumann, 1990 gewann er den Titel. In der Halle gewann Rüter 1989 den Titel. Hinzu kamen vier deutsche Meistertitel mit der 4-mal-1500-Meter-Staffel des VfL Wolfsburg. Seine Bestzeit von 3:37,38 Minuten erreichte er am 28. August 1988 in Koblenz.
Zweimal lief Eckhardt Rüter im 1500-Meter-Finale bei Universiaden. 1987 in Zagreb erreichte er das Ziel als Sechster, 1989 in Duisburg gab er im Endlauf auf.
Eckhardt Rüter trat von 1985 bis 1990 bei neun Wettkämpfen im Nationaltrikot an. Im Februar 1989 bei den Halleneuropameisterschaften in Den-Haag belegte Rüter den sechsten Platz. Zwei Wochen später bei den Hallenweltmeisterschaften in Budapest erreichte er ebenfalls das Finale und kam als Neunter ins Ziel. 1990 bei den Europameisterschaften in Split schied Rüter im Vorlauf aus.